# Bernardo Strozzi
Pour les articles homonymes, voir Famille Strozzi.
Bernardo Strozzi, dit il Capucino Genovese ou encore il Prete Genovese, né à Gênes en 1581 et mort à Venise en 1644, est un peintre baroque italien, de l'école génoise. L'essentiel de ses activités s'est déroulé à Gênes, puis à Venise à partir de 1631. Entre maniérisme et caravagisme, son style s'inspire fortement des œuvres de Pierre-Paul Rubens.

## Biographie
Bernardo Strozzi (qui n'est en rien apparenté à la famille des célèbres marchands de Florence qui portent ce nom) est né à Gênes en 1581. Elève de Cesare Corte, il entre à l'âge de 15 ans, dans l'atelier de Pietro Sorri.
Deux ans plus tard, il s'engage dans la vie religieuse, chez les Frères mineurs capucins et peint de petits tableaux de dévotion pour le couvent de San Barnaba. En 1610, après la mort de son père, il obtient l'autorisation de sortir du couvent pour s'occuper de sa mère et de sa sœur. C'est alors qu'il commence à exercer le métier de peintre : datant de cette époque, sa toile intitulée l'Adoration des bergers manifeste l'influence du franciscanisme. Afin de soutenir sa famille, il devient ingénieur au port de Gênes, entre 1615 et 1621, années durant lesquelles il fait la découverte des œuvres du peintre flamand Rubens. On cite de lui à Gênes un Portrait d'un évêque au Palais Durazzo; Joseph en prison et Saint Jean-Baptiste au Palais Balbi. En 1625, il est accusé de pratiquer illégalement la peinture.
Vers 1630, une fois sa mère décédée, les capucins le rappellent à ses vœux de religion. Sur son refus de réintégrer la vie claustrale, il est attaqué en justice et condamné à trois années de prison. Au terme d'un bref emprisonnement dans la capitale ligurienne, et afin d'échapper à l'emprise des capucins génois, il s'enfuit, en 1631, à Venise, où il poursuivra sa carrière, avec le surnom de il prete genovese (le prêtre génois).
Dans la cité des doges, après la commande d'un portrait faite par le musicien Claudio Monteverdi, la renommée de Strozzi grandit, et il peint de nombreux portraits de Vénitiens. Il a également peint de plus grandes compositions. Il a d'ailleurs abordé les genres les plus divers : compositions religieuses, sujets mythologiques ou allégoriques, scènes de genre, natures mortes, portraits et académies. À Venise, l'église S. Benedetto conserve son Saint Sébastien, et l'on mentionne encore certains de ses ouvrages à Novi et à Voltri.
Il se réconcilie avec le clergé, puisque lui sera décerné, en 1635, le titre de monsignore.
Peintre reconnu, il a été aussi dessinateur. Parmi ses élèves et les peintres qu'il a fortement influencés, on notera les génois Giovanni Andrea de Ferrari, Giovanni Bernardo Carbone, Valerio Castello et Giovanni Benedetto Castiglione, ainsi qu'à Venise Domenico Fetti et probablement Giambattista Tiepolo.
Il meurt le 2 août 1644.

## Style
Lors de sa formation, il est influencé par le maniérisme tardif de l'École siennoise comme dans les fresques de la villa Centurione en 1617, et par le luminisme des œuvres de Luca Cambiaso. Il se rapprocha aussi de la peinture de Procaccini et de Cerano comme dans l'ébauche pour les fresques perdues de Saint Dominique en 1620.
À Gênes, après avoir vu des œuvres du Caravage, et à la suite du passage d'artistes caravagesques comme Battistello et Gentileschi, il s'intéressa à la représentation du réel. Strozzi s'est montré ensuite sensible à des influences diverses : Rubens, et même Rembrandt, notamment dans La cuisinière et Le joueur de fifre, deux toiles qui se trouvent au Palazzo Rosso de Gênes.
Durant son séjour vénitien, il aurait apporté à ses peintures davantage de lumière, de soleil, de couleurs, ce qui aurait encore accentué l'influence rubénienne sur son œuvre.

## Œuvres
À Gênes
- Le Denier de César, Musée des beaux-arts de Chambéry, France
- Saint François d'Assise adorant le crucifix, 	v. 1615, huile sur toile, 124 × 92 cm, Musée national d'Australie-Méridionale, Adélaïde[4]
- Adoration des bergers (v.1616-1618), huile sur toile, 97,8 x 139,4 cm, Walters Art Museum, Baltimore
- Vierge à l'Enfant avec saint Jean, v. 1620, huile sur toile, 158 × 126 cm, Palazzo Rosso, Gênes[5]
- La Madone de la justice, 1620-1625, toile, 224 × 133 cm, musée du Louvre
- Saint Jean Baptiste, 1620-1625, huile, musée de l'Ermitage, Saint-Pétersbourg[6]
- La Cuisinière, v. 1625, huile sur toile, 176 × 185 cm, Palazzo Rosso, Gênes
- Saint Jean-Baptiste enfant (avant 1630), attribué à Bernardo Strozzi, huile sur toile, musée Antoine-Lécuyer, Saint-Quentin (Dépôt du Musée du Louvre (Inv. 688), 1872)

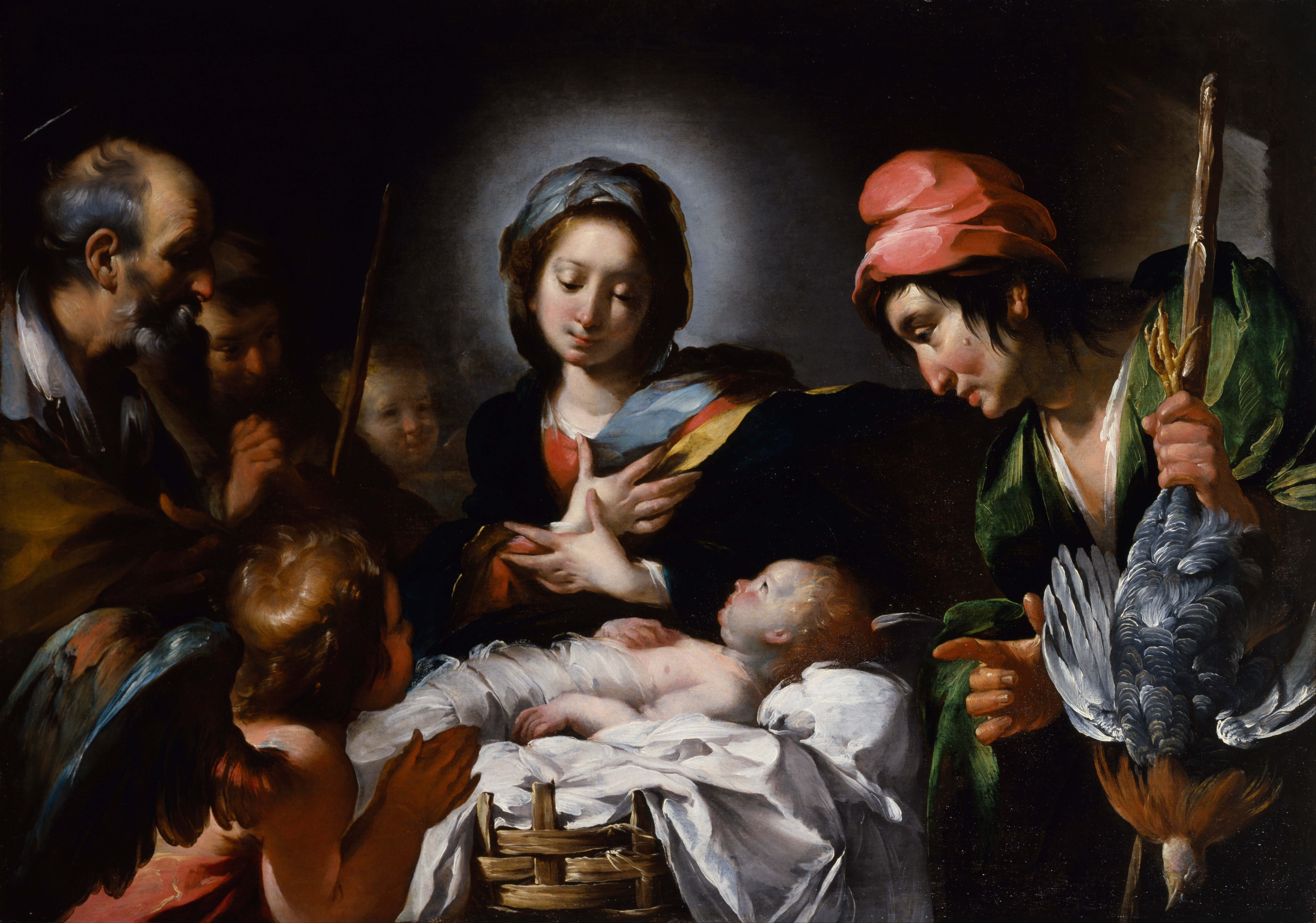
Adoration des bergers, 1615. Walters Art Museum
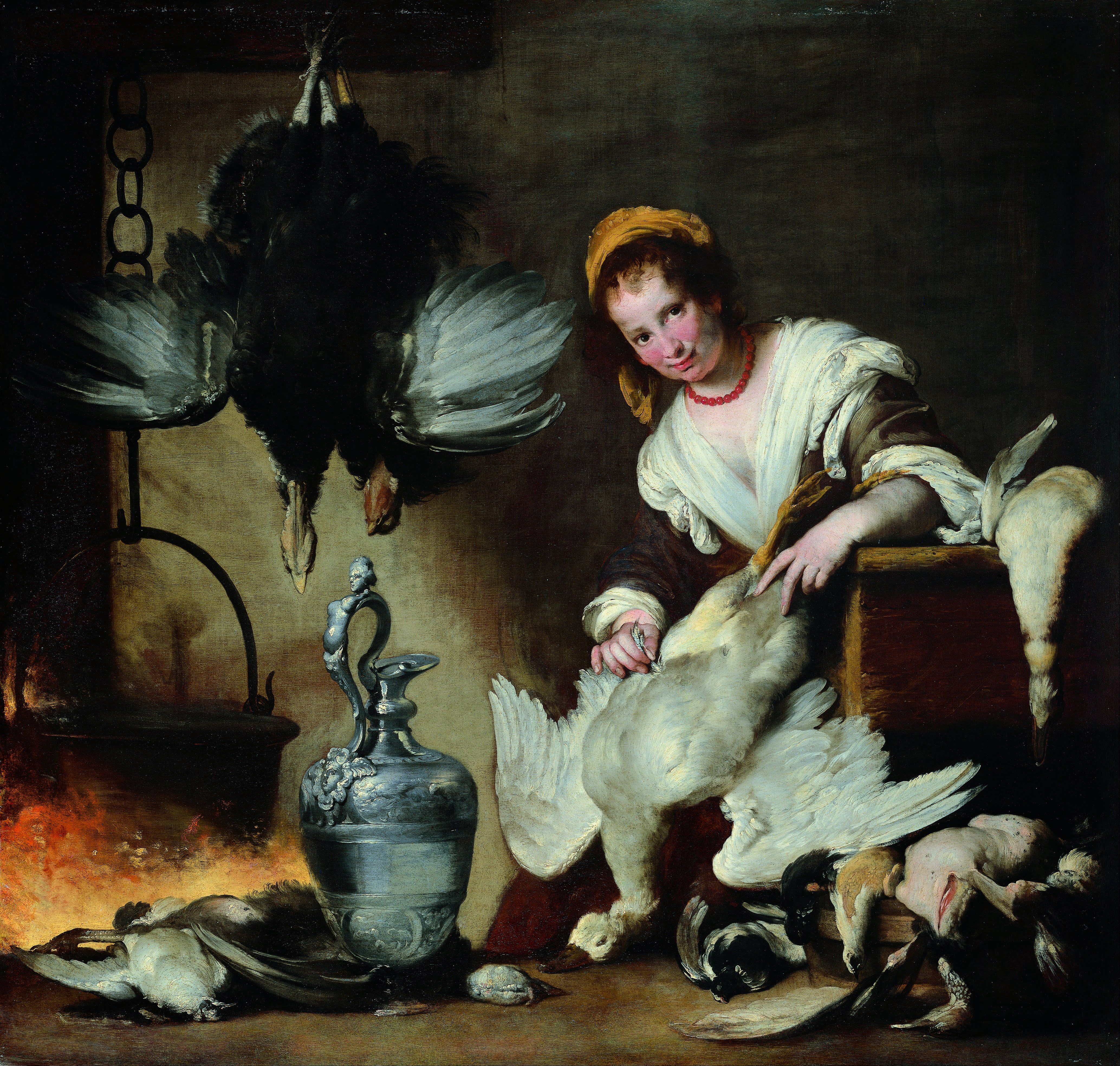
La cuisinière 1624. Palazzo Rosso, Gênes
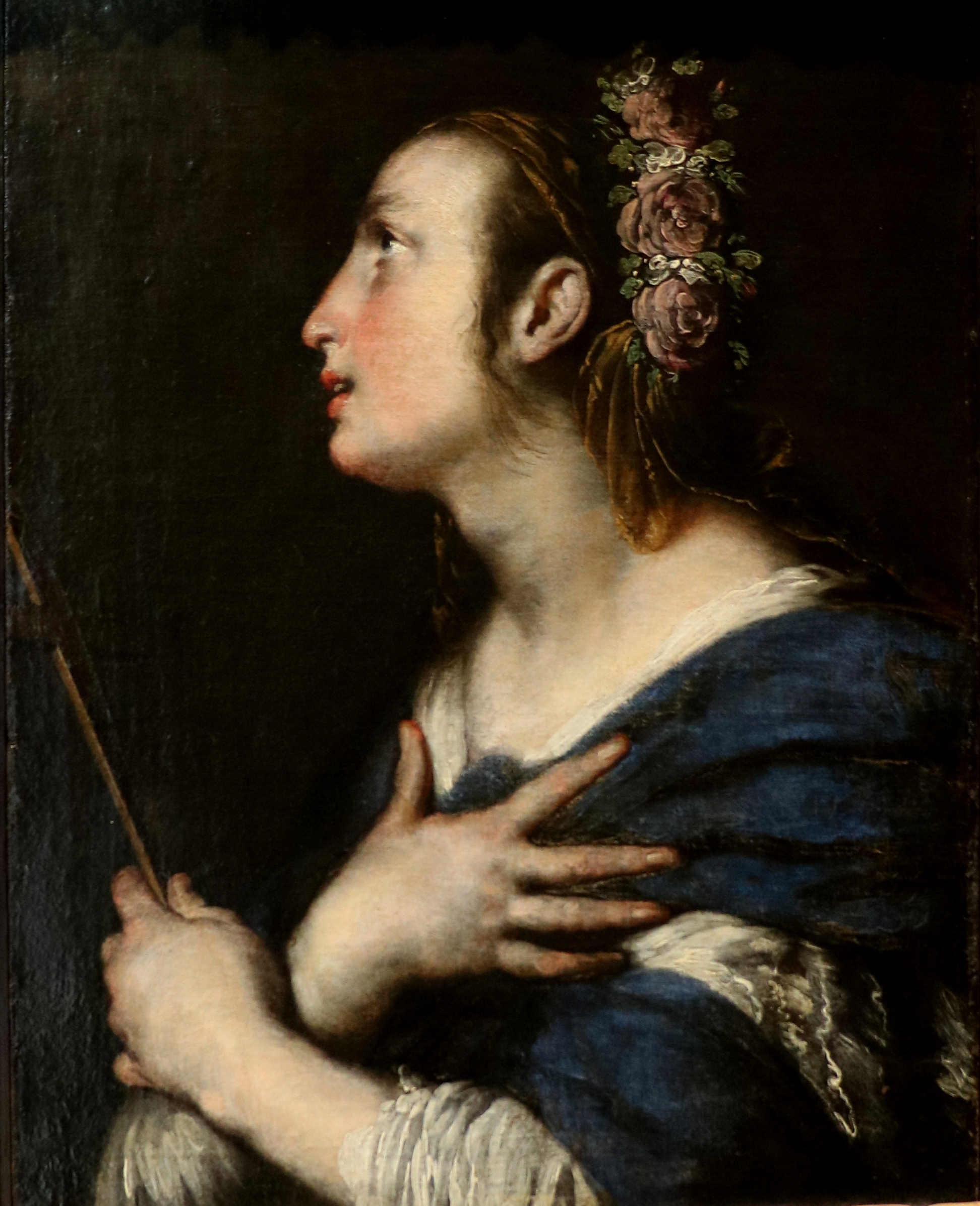
Sainte couronnée de roses, Musée des beaux-arts de Caen.
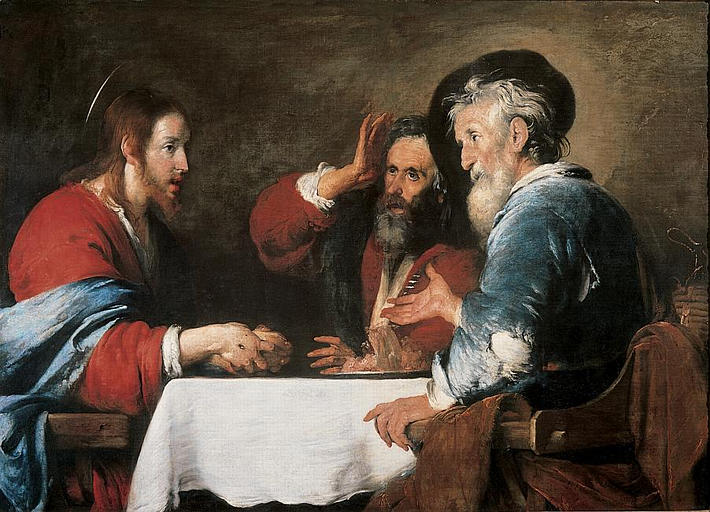
Le Christ à Emmaus, 1630ca - Grenoble, Musée de Grenoble

À Venise
- L'Ange gardien, 1628-1632, huile sur toile, 129 × 213 cm, Musée des beaux-arts de Houston[7]
- Le Repas chez Simon, v. 1630, 272 × 740 cm, Gallerie dell'Accademia de Venise. Se trouvait dans la chapelle du palais Gorleri di Diano à Gênes[8]
- Salome, après 1630, huile sur toile, 124 × 94 cm, Gemäldegalerie (Berlin)[9]
- Portrait de Francesco Erizzo, vers 1635, huile sur toile, 133 x 108 cm, Gallerie dell'Accademia de Venise[10].
- Portrait de Martino Widmann, entre 1631 et 1644, huile sur toile, 111 x 83 cm, musée des Augustins de Toulouse (dépôt du musée du Louvre)[11]
- Ératosthène enseignant à Alexandrie (v.1635), huile sur toile, 78,9 × 99,4 cm, Musée des beaux-arts de Montréal
- David tenant la tête de Goliath, v. 1635, huile sur toile, musée de l'Ermitage, Saint-Pétersbourg[6]
- David tenant la tête de Goliath, 1631-1641, Musée d'art de Cincinnati[12]
- Sainte Seconde et un ange, 1635-1640, huile, musée de l'Ermitage, Saint-Pétersbourg[6]
- La Libération de saint Pierre, v. 1635, huile sur toile, 149 × 138 cm, Galerie d'Art de Nouvelle-Galles du Sud, Sydney[13]
- La Parabole de l'invité indigne, 1636, huile sur toile, 127 × 190 cm, musée des Offices, corridor de Vasari, Florence. ébauche pour le plafond aujourd'hui perdu, de l'église des Incurables à Venise
- Saint Laurent distribuant les aumônes, 1638-1640, huile sur toile, 215 × 165 cm, Église San Nicolò da Tolentino, Venise[8]
- Portrait du cardinale Federico Corner, ca 1640, huile sur toile, Ca' Rezzonico
- Portrait de Chevalier, v. 1640, huile sur toile, 277 × 147 cm, Gallerie dell'Accademia de Venise. Probablement Giovanni Grimani[8]
- L'Annonciation, v. 1644, huile sur toile, 120 × 145 cm, Musée des beaux-arts de Budapest[14]

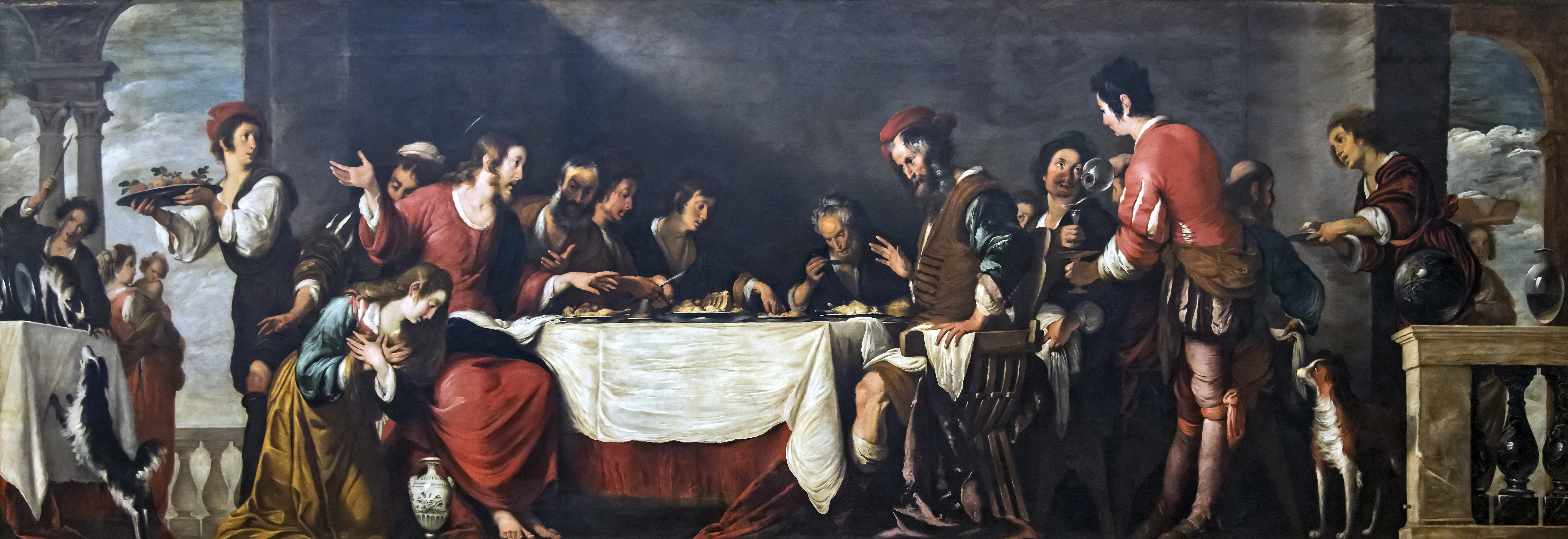
Le Repas chez Simon,  1630 Gallerie dell'Accademia de Venise
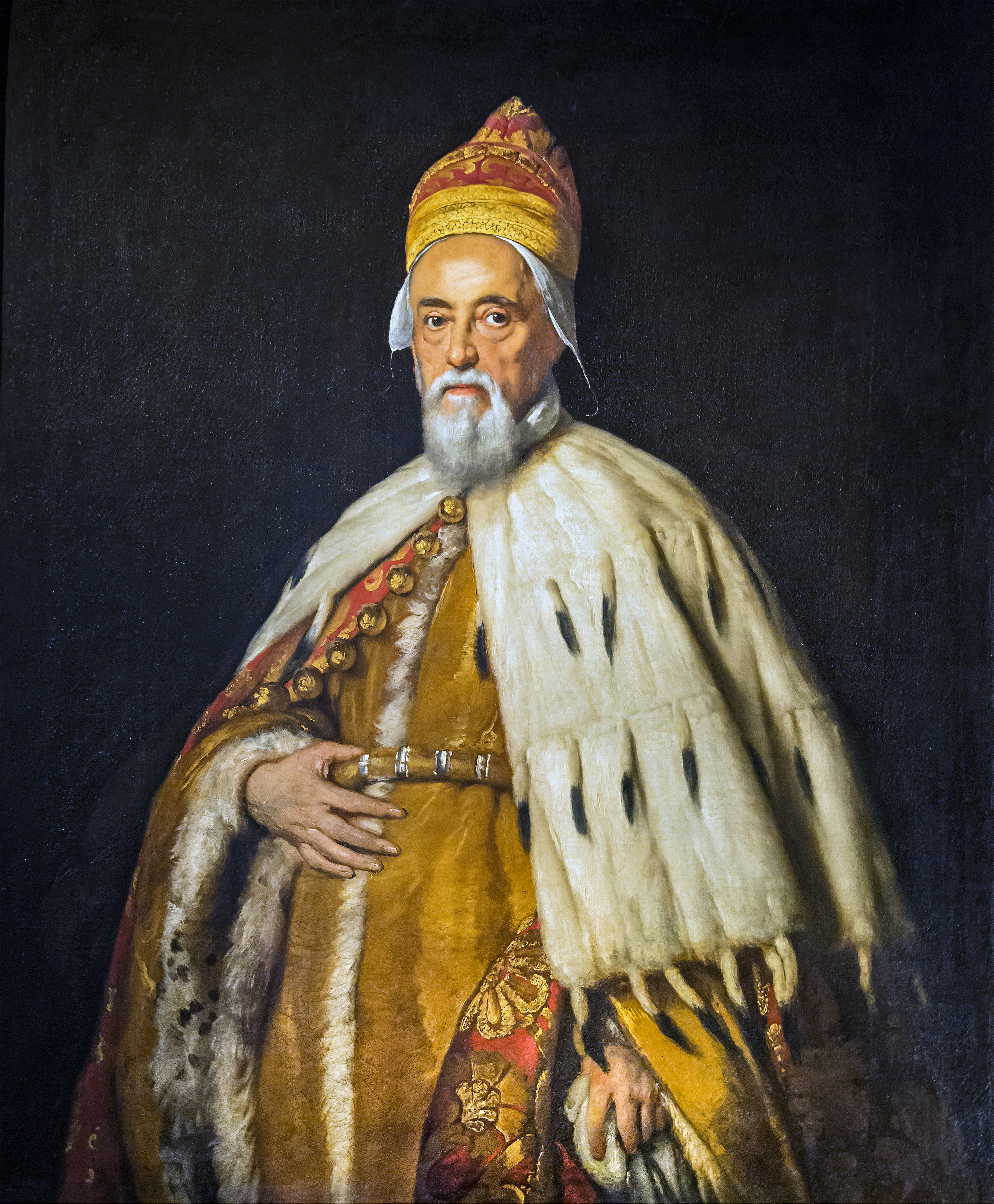
Portrait de Francesco Erizzo, 1635 Gallerie dell'Accademia de Venise
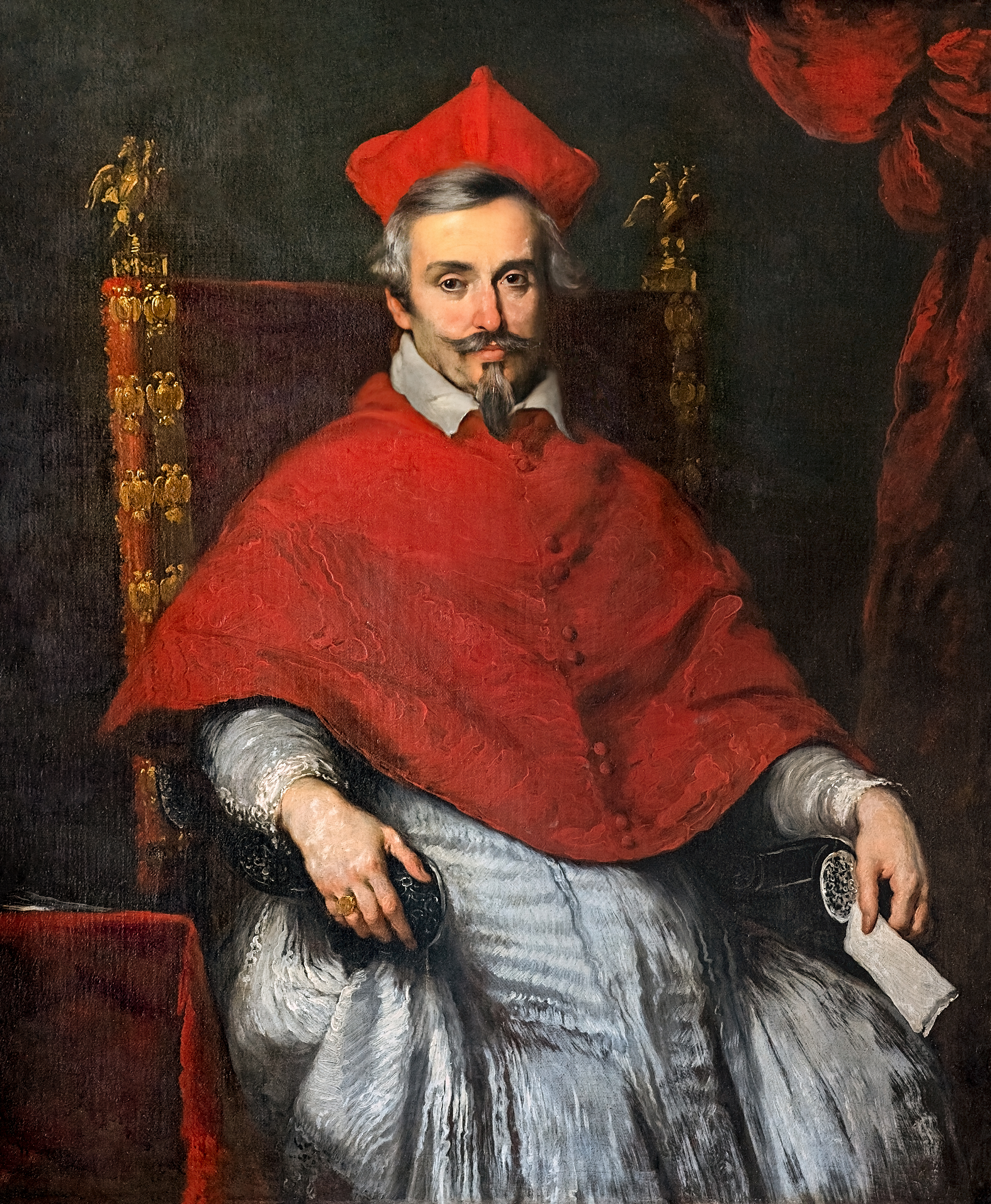
Federico Corner, Ca' Rezzonico
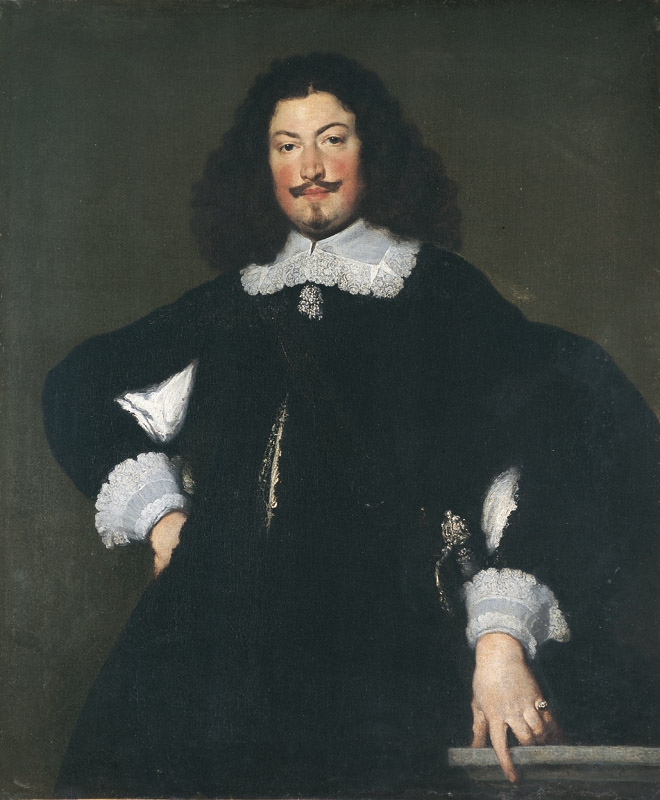
Portrait de Martino Widmann, entre 1631 et 1644, musée des Augustins, Toulouse.

Œuvres non datées
- Extase de saint François, Philbrook Museum of Art, Tulsa;
- Incrédulité de saint Thomas, Compton Verney Museum, Warwick;
- Parabole des invités du mariage, National Gallery of Australia, Canberra, Australie;
- Le Christ donnant les clés du paradis à saint Pierre, University Wisconsin Gallery
- Allégorie de la renommée, National Gallery, Londres
- Sainte Rosalie, Musée des beaux-arts de Caen
- Sainte Catherine d'Alexandrie, Columbia Museum of Art
- Saint Jean-Baptiste, huile sur toile, 73 × 56 cm, Musée des beaux-arts, Rouen
- Portrait de Giovan Donato Correggio en Persée, Musée Magnin, Dijon
- Le Géographe, huile sur toile, 65 × 51 cm, musée des beaux-arts d'Agen[15]
- Saint Jean Baptiste prêchant, toile, 135 × 120 cm, Kunsthistorisches Museum de Vienne. œuvre tardive[16].
- Guérison du paralytique, huile sur toile, 155 × 99 cm, musée des beaux-arts de Nantes[17]
- Allégorie de la musique et sainte cécile avec une viole de Gambe, huile sur toile, 135 × 102 cm, Musei di Strada Nuova, Palazzo Bianco[18], Gênes
- Saint François en extase, huile sur toile, 137 × 108 cm, Musei di Strada Nuova, Palazzo Bianco[18]
- Sainte Cécile avec les têtes des saints Valérien et Tiburce, huile sur toile, 117 × 97 cm, Musei di Strada Nuova, Palazzo Bianco[18]
- Sainte Thérèse en gloire, huile sur toile, 345 × 210 cm, Musei di Strada Nuova, Palazzo Bianco[18]
- Le Christ remet les clefs à saint Pierre, huile, musée de l'Ermitage, Saint-Pétersbourg[6]
- Femme avec des légumes, huile, musée de l'Ermitage, Saint-Petersbourg[6]
- Madeleine pénitente, huile sur toile, 97 × 73 cm, Musei di Strada Nuova, Palazzo Bianco, Gênes. Provient de l'oratoire Saint Sylvestre

### Autres œuvres selon les lieux d'exposition
- Ajaccio : Job sur le fumier;
- Asolo : Buste de Saint Antoine';'
- Bergame (Académie Carrara): Portrait d'un religieux; Saint Roch;
- Berlin : Portrait d'un officier;
- Berlin (Gemäldegalerie): Libération de Pierre;
- Besançon : Mort de Lucrèce;
- Bologne : Bérénice;
- Brunswick : Guérison de Tobie;
- Bruxelles : Portrait d'homme;
- Budapest : Le denier de César; Annonciation deux fois; La Vierge;
- Caen : Mercure;  Argus;
- Cardiff :  Saint François;
- Chalon-sur-Saône : Vierge à la cuillère;
- Cleveland : Caritas; Minerve;
- Cologne : Reniement de Pierre;
- Darmstadt : Scène de Roland furieux;
- Dijon : Sainte Cécile et l'ange, av. 1630, huile sur toile, 75.5 x 82.5 cm;
- Douai : La Vierge et deux saints;
- Dresde : Bethsabée demande à David de laisser la couronne à son fils Salomon; Rebecca et le serviteur d'Abraham au puits; David avec la tête de Goliath; La joueuse de violoncelle;
- Florence : Le pharisien présentant la monnaie à Jésus; Buste d'une sainte; Saint Antoine; Les disciples d'Emmaüs; Vanitas;
- Gênes : Deux Saints martyrs; Le Christ mort; Jésus et la Samaritaine; La Charité; Une cuisinière; Pastoureau jouant du fifre; Saint Thomas; L'apôtre Saint Paul; Saint François et le Crucifix; La Vierge, l'Enfant Jésus et Saint Jean-Baptiste; La Madone et Saint Laurent; L'Annonciation; Les disciples d'Emmaüs; Reniement de Saint Pierre; Joseph expliquant aux prisonniers leurs songes; La bénédiction de Jacob; Têtes de prophètes; Pifferaro;  Saint Thomas incrédule; Saint Laurent distribuant ses aumônes; La Sainte Famille;
- Graz : David;
- Grenoble (musée) : Les disciples d'Emmaüs;
- Hanovre : Saint Jean l'Évangéliste;
- Innsbruck (Ferdinand) : Tobie guérit son père;
- Lille : Moïse sauvé des eaux;
- Madrid (musée du Prado) : Le Saint Suaire; Tobie guérit son père;
- Maisons-Laffitte (château) : Saint Antoine; Madone avec l'enfant et un ange;
- Milan (museo del Castello Sforzesco) : Bérénice; Buste de Saint Paul;
- Munich : Le Christ et le pharisien; Bérénice; Saint Mathieu appelé par Jésus;
- Nantes (musée des beaux-arts) : Conversion de Zachée le publicain;
- Naples : Portrait d'un moine;
- New York (Metropolitan Museum of Art) : David vainqueur;
- Oslo: Le Christ et le pharisien;
- Paris (musée du Louvre) : La Vierge et l'Enfant; Saint Antoine de Padoue avec l'Enfant Jésus dans ses bras;
- Parme : Un capucin;
- Pise : Bénédiction de Jacob;
- Posen : Enlèvement d'Europe;
- Rome (Galleria nazionale d'arte antica) : Saint Laurent distribuant des aumônes
  - Rome (Galleria Colonna): La Charité romaine;
  - Rome (Galerie Doria-Pamphilj): Portrait d'homme, Chilon, Tête de vieillard représentant Lycurgue, Vieillard, Archimède, Pythagore;
- Saint-Pétersbourg (musée de l'Ermitage): Le jeune Tobie guérit son père, Saint Maurice;
- Schleissheim : Laisser venir à moi les petits enfants;
- Sienne : Saint François;
- Stockholm : Le dernier de César;
- Stuttgart : Saint Jean-Baptiste et les quatre scribes; Loth et ses filles; Sainte Catherine; Nymphe et Diane; Portrait d'homme;
- Trévise : Portrait;
- Trieste : Le professeur Castiglioni;
- Turin : Portrait d'un prélat;
- Venise :
  - Ca' Rezzonico : Saint Jérôme
  - (Gallerie dell'Accademia) : Festin dans la maison du pharisien, Portrait du doge Erizzo, Saint Jérôme;
  - (Fondation Querini-Stampalia) : Madone et l'Enfant;
  - (Musée Civique) : Portrait de prélats; Deux saints; Madone; l'Enfant Jésus et Saint Jean; Saint Laurent distribuant ses aumônes;
  - (Libreria Secchia) : La Vigilance et la Patience; La Renommée et le Bonheur (plafond de la grande salle);
- Vérone : Portrait d'un géographe;
- Vicence : Artémise;
- Vienne ; Moïse enfant conduit devant Pharaon; Le doge Francesco Erizzo; Jean-Baptiste explique sa mission aux lettrés; Portrait d'homme; Le joueur de luth; La pauvre veuve de Sarepta; Judith; Salomé avec la tête de Jean-Baptiste.

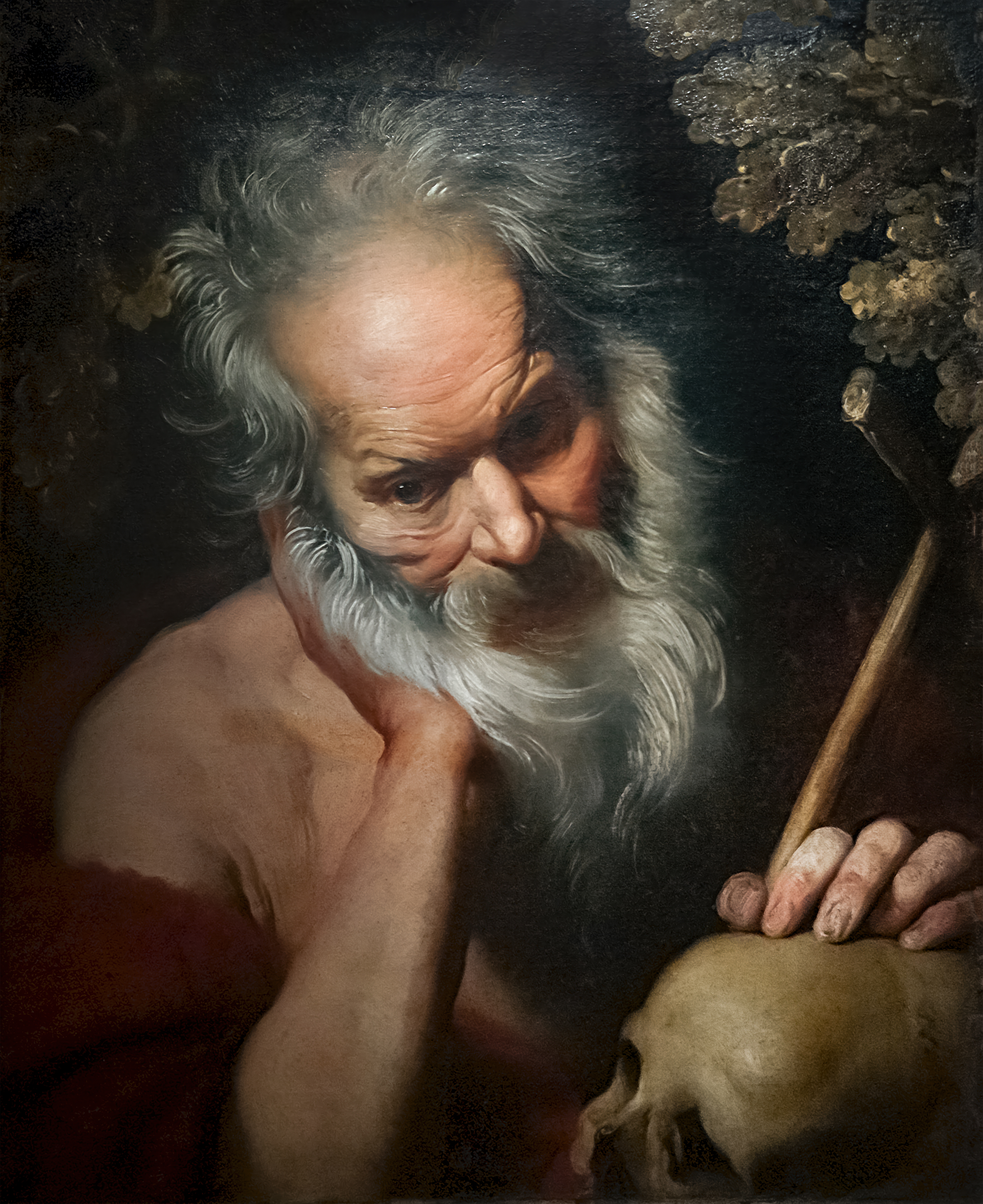
Portrait de Saint Jérôme, Ca' Rezzonico, Pinacoteca Egidio Martini.
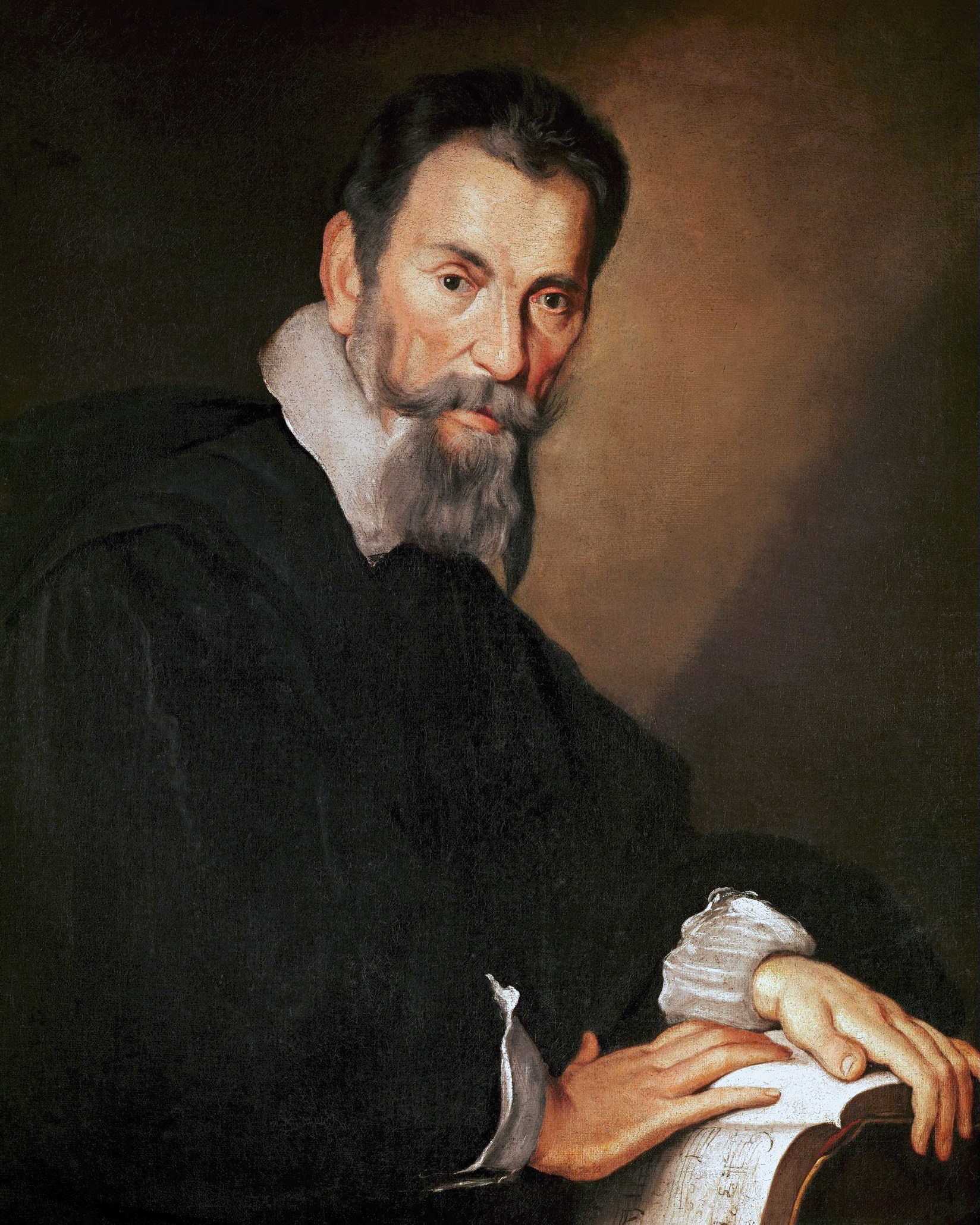
Portrait de Claudio Monteverdi, 1640, Tyrolean Museum Ferdinandeum, Innsbruck.
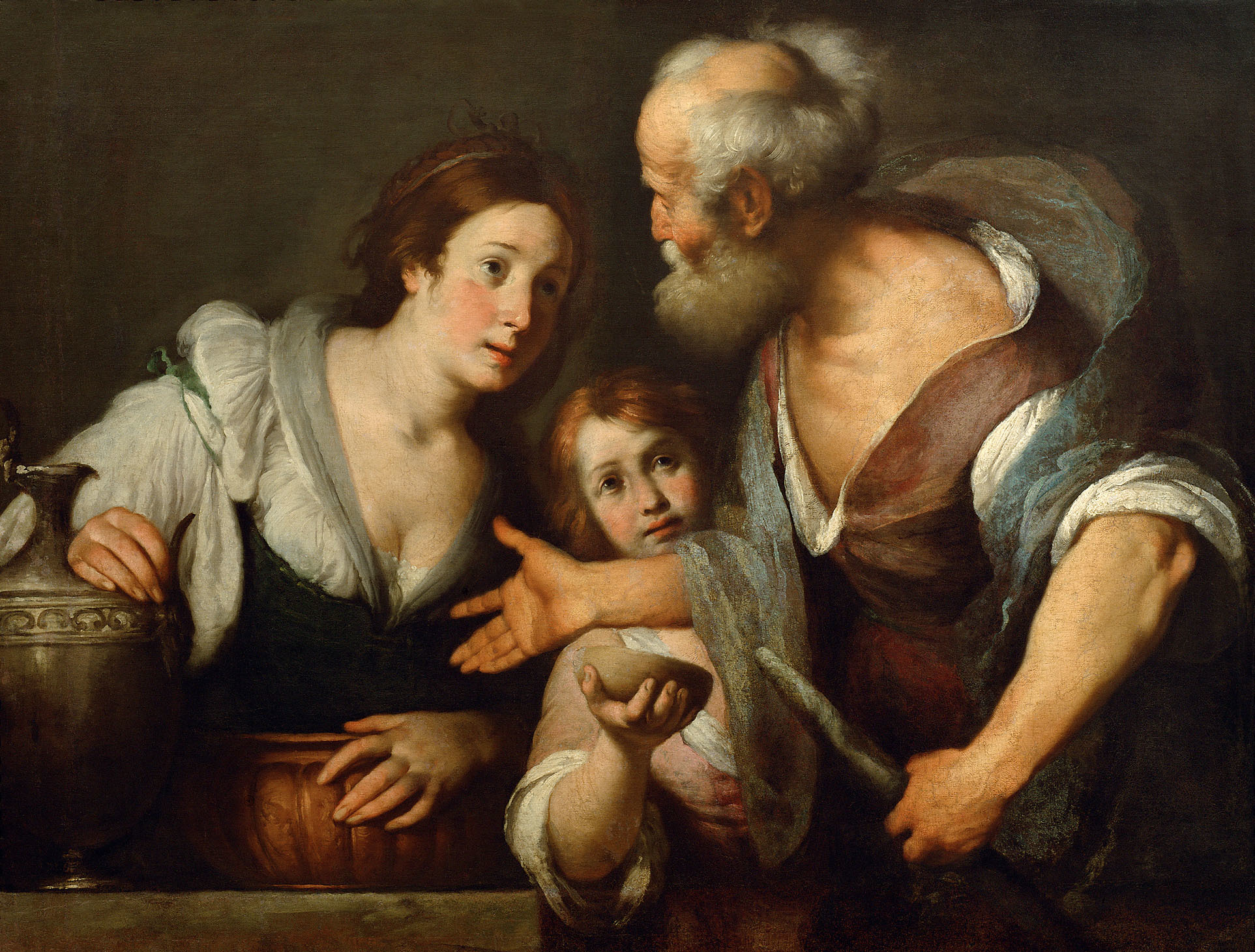
Élie et la pauvre veuve de Serepta, 1640-44, Kunsthistorisches Museum.
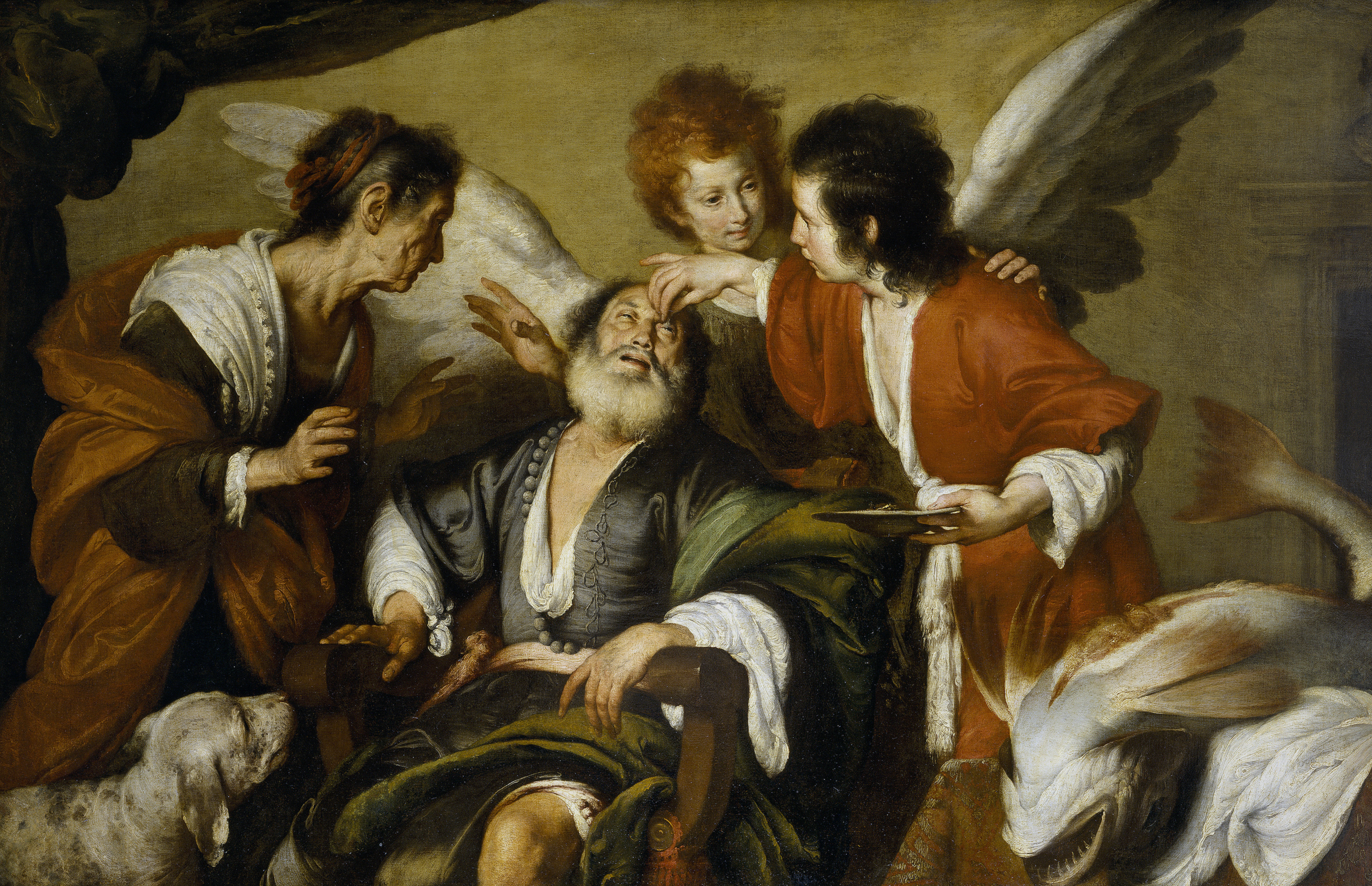
Tobie guérit son père, musée du Prado, Madrid.

## Sources
- (en) Cet article est partiellement ou en totalité issu de l’article de Wikipédia en anglais intitulé « Bernardo Strozzi » (voir la liste des auteurs).